# 1953年ベルギーグランプリ
1953年ベルギーグランプリ (1953 Belgian Grand Prix) は、1953年のF1世界選手権第4戦として、1953年6月21日にスパ・フランコルシャンで開催された。
1952年と1953年は通常適用されるフォーミュラ1のレギュレーションではなく、フォーミュラ2のレギュレーションが適用された。

## レース概要
前戦オランダGPから2週間後、ベルギーのスパ・フランコルシャンで開催された。フェラーリのワークスは前戦と変わらずアルベルト・アスカリ、ジュゼッペ・ファリーナ、ルイジ・ヴィッロレージ、マイク・ホーソーンの4台体制で、ノンワークスはルイ・ロジェがプライベーターとして参戦、エキュリー・フランコルシャンからジャック・スウォーターズとシャルル・ド・トルナコが参戦。マセラティのワークスはファン・マヌエル・ファンジオとホセ・フロイラン・ゴンザレスに加え、同じアルゼンチン人のオノフレ・マリモンと地元ベルギー出身のジョニー・クレエの4台体制で、ノンワークスではエマヌエル・ド・グラッフェンリードがこのレースからプライベーターとして参戦。ゴルディーニは負傷で前戦を欠場したジャン・ベーラが復帰し、モーリス・トランティニアン、ハリー・シェル、フレッド・ワッカーの4台体制。HWMは地元ベルギー出身のポール・フレールが前年に続きベルギーGPにスポット参戦し、ピーター・コリンズとランス・マックリンとの3台体制。その他、ジョルジュ・ベルガーがシムカ・ゴルディーニで、アルスール・レガーがヴェリタスでそれぞれプライベート参戦し、エキュリー・ベルゲからアンドレ・ピレットがコンノートで参戦した。
アルデンヌの森にあるサーキットに、10万人を超える観客が詰めかけた。予選はマセラティのファンジオが平均117mphを出しポールポジションを獲得し、アスカリの連続ポールポジションは5でストップした（インディ500を除く）。そのアスカリは2位で、3位のゴンザレスまでがフロントロー、2列目にはフェラーリのファリーナとヴィッロレージが占める。3列目はマセラティのマリモンと、フェラーリのホーソーン、ゴルディーニのトランティニアンの3人となった。ド・グラッフェンリードとクレエが4列目、トランティニアン以外のゴルディーニのワークスドライバーは5列目から6列目となった。
レースは、マセラティのゴンザレスとファンジオが飛び出し、両者に挟まれたフェラーリのアスカリはやや出遅れる。ゴンザレスは2周目に平均速度110mphの速さでファステストラップを記録し首位を独走するが、11周目にエンジントラブルでリタイアした。その2周後にはファンジオもエンジントラブルでリタイアし、アスカリがトップに立つ。ファンジオはクレエと交代して、8位から追撃にかかる。フェラーリ勢も16周目にはファリーナがエンジントラブルでリタイア、ホーソーンも28周目に燃料パイプの問題でペースを落としていく。これにより、アスカリとヴィッロレージによるフェラーリのワンツー体制となる。ファンジオは猛烈な追い上げを見せ、最終周にはヴィッロレージを抜き2位まで浮上するが、スピンを喫しクラッシュしてリタイアとなった。結果、アスカリとヴィッロレージによるフェラーリのワンツー・フィニッシュとなり、マセラティのマリモンが3位で初の表彰台に立った。プライベーターのド・グラッフェンリードとゴルディーニのトランティニアンがポイントを獲得し、ホーソーンは6位でポイント獲得に及ばなかった。
アスカリは9連勝（インディ500を除く）で、2位のヴィッロレージに12ポイント差をつけ、選手権を大きくリードした。インディ500で優勝したビル・ブコビッチが3位で、ゴンザレスはリタイアしたがファステストラップの1点を加算し4位で、首位アスカリとは18ポイント差となった。残りのフェラーリのドライバーであるファリーナとホーソーンが6ポイントで並んでいる。

## エントリーリスト
| No.     | ドライバー                         | エントラント                           | コンストラクター            | シャシー   | エンジン                    | タイヤ |
| ------- | ---------------------------------- | -------------------------------------- | --------------------------- | ---------- | --------------------------- | ------ |
| 2       | ホセ・フロイラン・ゴンザレス       | オフィシーネ・アルフィエリ・マセラティ | マセラティ                  | A6GCM-53   | マセラティ A6G 2.0L L6      | P      |
| 4       | ファン・マヌエル・ファンジオ       | オフィシーネ・アルフィエリ・マセラティ | マセラティ                  | A6GCM-53   | マセラティ A6G 2.0L L6      | P      |
| 6       | ジョニー・クレエ1                  | オフィシーネ・アルフィエリ・マセラティ | マセラティ                  | A6GCM-53   | マセラティ A6G 2.0L L6      | P      |
| 8       | ルイジ・ヴィッロレージ             | スクーデリア・フェラーリ               | フェラーリ                  | 500        | フェラーリ Tipo 500 2.0L L4 | P      |
| 10      | アルベルト・アスカリ               | スクーデリア・フェラーリ               | フェラーリ                  | 500        | フェラーリ Tipo 500 2.0L L4 | P      |
| 12      | ジュゼッペ・ファリーナ             | スクーデリア・フェラーリ               | フェラーリ                  | 500        | フェラーリ Tipo 500 2.0L L4 | P      |
| 14      | マイク・ホーソーン                 | スクーデリア・フェラーリ               | フェラーリ                  | 500        | フェラーリ Tipo 500 2.0L L4 | P      |
| 16      | ジャン・ベーラ                     | エキップ・ゴルディーニ                 | ゴルディーニ                | T16        | ゴルディーニ 20 2.0L L6     | E      |
| 18      | モーリス・トランティニアン         | エキップ・ゴルディーニ                 | ゴルディーニ                | T16        | ゴルディーニ 20 2.0L L6     | E      |
| 20      | ハリー・シェル                     | エキップ・ゴルディーニ                 | ゴルディーニ                | T16        | ゴルディーニ 20 2.0L L6     | E      |
| 22      | ランス・マックリン                 | HWモータース                           | HWM-アルタ                  | 53         | アルタ F2 2.0L L4           | D      |
| 24      | ポール・フレール                   | HWモータース                           | HWM-アルタ                  | 53         | アルタ F2 2.0L L4           | D      |
| 26      | ピーター・コリンズ                 | HWモータース                           | HWM-アルタ                  | 53         | アルタ F2 2.0L L4           | D      |
| 28      | オノフレ・マリモン                 | オフィシーネ・アルフィエリ・マセラティ | マセラティ                  | A6GCM-53   | マセラティ A6G 2.0L L6      | P      |
| 30      | エマヌエル・ド・グラッフェンリード | エマヌエル・ド・グラッフェンリード     | マセラティ                  | A6GCM-53   | マセラティ A6G 2.0L L6      | P      |
| 32      | ルイ・ロジェ                       | エキュリー・ロジェ                     | フェラーリ                  | 500        | フェラーリ Tipo 500 2.0L L4 | D      |
| 34      | ジョルジュ・ベルガー               | ジョルジュ・ベルガー                   | シムカ・ゴルディーニ        | T15        | ゴルディーニ 1500 1.5L L4   | E      |
| 36      | アルスール・レガー                 | アルスール・レガー                     | ヴェリタス                  | メテオール | ヴェリタス 2.0L L6          | E      |
| 38      | フレッド・ワッカー                 | エキップ・ゴルディーニ                 | ゴルディーニ                | T16        | ゴルディーニ 20 2.0L L6     | E      |
| 40      | アンドレ・ピレット                 | エキュリー・ベルゲ                     | コンノート-リー・フランシス | タイプA    | リー・フランシス 2.0L L4    | E      |
| 42      | ジャック・スウォーターズ           | エキュリー・フランコルシャン           | フェラーリ                  | 500        | フェラーリ Tipo 500 2.0L L4 | E      |
| 44      | シャルル・ド・トルナコ             | エキュリー・フランコルシャン           | フェラーリ                  | 500        | フェラーリ Tipo 500 2.0L L4 | E      |
| ソース: |                                    |                                        |                             |            |                             |        |

^1 —マセラティの6号車はクレエが13周走り、残りの周回は既にリタイアとなったファンジオが走った。

## 結果

### 予選
| 順位    | No. | ドライバー                         | コンストラクター            | タイム  | 差    |
| ------- | --- | ---------------------------------- | --------------------------- | ------- | ----- |
| 1       | 4   | ファン・マヌエル・ファンジオ       | マセラティ                  | 4:30    | —     |
| 2       | 10  | アルベルト・アスカリ               | フェラーリ                  | 4:32    | +2    |
| 3       | 2   | ホセ・フロイラン・ゴンザレス       | マセラティ                  | 4:32    | +2    |
| 4       | 12  | ジュゼッペ・ファリーナ             | フェラーリ                  | 4:36    | +6    |
| 5       | 8   | ルイジ・ヴィッロレージ             | フェラーリ                  | 4:39    | +9    |
| 6       | 28  | オノフレ・マリモン                 | マセラティ                  | 4:40    | +10   |
| 7       | 14  | マイク・ホーソーン                 | フェラーリ                  | 4:42    | +12   |
| 8       | 18  | モーリス・トランティニアン         | ゴルディーニ                | 4:45    | +15   |
| 9       | 30  | エマヌエル・ド・グラッフェンリード | マセラティ                  | 4:49    | +19   |
| 10      | 6   | ジョニー・クレエ                   | マセラティ                  | 4:50    | +20   |
| 11      | 24  | ポール・フレール                   | HWM-アルタ                  | 4:52    | +22   |
| 12      | 20  | ハリー・シェル                     | ゴルディーニ                | 4:53    | +23   |
| 13      | 32  | ルイ・ロジェ                       | フェラーリ                  | 4:56    | +26   |
| 14      | 16  | ジャン・ベーラ                     | ゴルディーニ                | 4:57    | +27   |
| 15      | 38  | フレッド・ワッカー                 | ゴルディーニ                | 5:03    | +33   |
| 16      | 26  | ピーター・コリンズ                 | HWM-アルタ                  | 5:03    | +33   |
| 17      | 22  | ランス・マックリン                 | HWM-アルタ                  | 5:14    | +44   |
| 18      | 40  | アンドレ・ピレット                 | コンノート-リー・フランシス | 5:23    | +53   |
| 19      | 36  | アルスール・レガー                 | ヴェリタス                  | 5:41    | +1:11 |
| 20      | 34  | ジョルジュ・ベルガー               | シムカ・ゴルディーニ        | 5:58    | +1:28 |
| 21      | 42  | ジャック・スウォーターズ           | フェラーリ                  | No time | —     |
| 22      | 44  | シャルル・ド・トルナコ             | フェラーリ                  | No time | —     |
| ソース: |     |                                    |                             |         |       |

### 決勝
| 順位    | No. | ドライバー                                      | コンストラクター            | 周回数 | タイム/リタイア原因 | グリッド | ポイント |
| ------- | --- | ----------------------------------------------- | --------------------------- | ------ | ------------------- | -------- | -------- |
| 1       | 10  | アルベルト・アスカリ                            | フェラーリ                  | 36     | 2:48:30.3           | 2        | 8        |
| 2       | 8   | ルイジ・ヴィッロレージ                          | フェラーリ                  | 36     | + 2:48.2            | 5        | 6        |
| 3       | 28  | オノフレ・マリモン                              | マセラティ                  | 35     | + 1 Lap             | 6        | 4        |
| 4       | 30  | エマヌエル・ド・グラッフェンリード              | マセラティ                  | 35     | + 1 Lap             | 9        | 3        |
| 5       | 18  | モーリス・トランティニアン                      | ゴルディーニ                | 35     | + 1 Lap             | 8        | 2        |
| 6       | 14  | マイク・ホーソーン                              | フェラーリ                  | 35     | + 1 Lap             | 7        |          |
| 7       | 20  | ハリー・シェル                                  | ゴルディーニ                | 33     | + 3 Laps            | 12       |          |
| 8       | 32  | ルイ・ロジェ                                    | フェラーリ                  | 33     | + 3 Laps            | 13       |          |
| 9       | 38  | フレッド・ワッカー                              | ゴルディーニ                | 32     | + 4 Laps            | 15       |          |
| 10      | 24  | ポール・フレール                                | HWM-アルタ                  | 30     | + 6 Laps            | 11       |          |
| 11      | 40  | アンドレ・ピレット                              | コンノート-リー・フランシス | 29     | + 7 Laps            | 18       |          |
| Ret     | 6   | ジョニー・クレエ† ファン・マヌエル・ファンジオ† | マセラティ                  | 35     | アクシデント        | 10       |          |
| Ret     | 22  | ランス・マックリン                              | HWM-アルタ                  | 19     | エンジン            | 17       |          |
| Ret     | 12  | ジュゼッペ・ファリーナ                          | フェラーリ                  | 16     | エンジン            | 4        |          |
| Ret     | 4   | ファン・マヌエル・ファンジオ                    | マセラティ                  | 13     | エンジン            | 1        |          |
| Ret     | 2   | ホセ・フロイラン・ゴンザレス                    | マセラティ                  | 11     | スロットル          | 3        | 1        |
| Ret     | 16  | ジャン・ベーラ                                  | ゴルディーニ                | 9      | エンジン            | 14       |          |
| Ret     | 26  | ピーター・コリンズ                              | HWM-アルタ                  | 4      | クラッチ            | 16       |          |
| Ret     | 34  | ジョルジュ・ベルガー                            | シムカ・ゴルディーニ        | 3      | エンジン            | 20       |          |
| Ret     | 36  | アルスール・レガー                              | ヴェリタス                  | 0      | トランスミッション  | 19       |          |
| DNS     | 42  | ジャック・スウォーターズ                        | フェラーリ                  | -      | 予選に出走せず      |          |          |
| DNS     | 44  | シャルル・ド・トルナコ                          | フェラーリ                  | -      | 予選に出走せず      |          |          |
| ソース: |     |                                                 |                             |        |                     |          |          |

## 注記
- 車両共有:
  - 6号車: ジョニー・クレエ(13周）、ファン・マヌエル・ファンジオ(22周)。

## 第4戦終了時点でのランキング
ドライバーズ・チャンピオンシップ
|   | 順位 | ドライバー                   | ポイント |
| - | ---- | ---------------------------- | -------- |
|   | 1    | アルベルト・アスカリ         | 25       |
| 1 | 2    | ルイジ・ヴィッロレージ       | 13       |
| 1 | 3    | ビル・ブコビッチ             | 9        |
| 2 | 4    | ホセ・フロイラン・ゴンザレス | 7        |
| 1 | 5    | ジュゼッペ・ファリーナ       | 6        |

- 注：トップ5のみ表示。ベスト4戦のみがカウントされる。